# Let the Guilt Go
«Let the Guilt Go» — песня калифорнийской ню-метал-группы Korn, и второй сингл для их девятого студийного альбома: Korn III: Remember Who You Are. Он был выпущен 26 июля 2010 года. Korn исполнили «Let the Guilt Go» на Lopez Tonight.

## Видео
Премьера видеоклипа «Let the Guilt Go» состоялась второго сентября 2010. Видео начинается с вида изнутри вертолета, который пролетает над полями в городе Бейкерсфилд, с рядом кругов на полях, видимых ниже. В видеоклипе совмещается отснятый материал группы и студентов, которые учатся и издеваются над несколькими футбольными хулиганами колледжа. В ту ночь три ученика ехали по одному из полей урожая, и в этот момент они увидели яркий свет, исходящий с неба. Одна из пассажиров — девушка, покидает автомобиль и входит в яркий свет. Она мгновенно поднимается над землей за момент до того, как свет бросает её обратно на Землю.
На следующий день девушка приезжает в школу, одетая гораздо более вызывающе, что привлекает внимание хулиганов. В классе на девушку обращает внимание один из них, но не замечает, что она тестирует недавно приобретенный телекинез на карандаше, который она затем запускает в изображение того же хулигана. Следующей ночью они отправляются «разглядеть место», где хулиган пытается заполучить девушку силой. Изнутри вспыхивает яркая вспышка света, и видео фокусируется на девушке, откидывающей голову назад от парня, который в тот момент взрывается белым дымом. Девушка выходит из машины и уходит прочь.
Затем видео переходит к финальному снимку поля урожая в ночное время, где есть большой круг со словами «KoЯn III» в центре.

## Награды
Песня была номинирована на Премию «Грэмми» за лучшее метал-исполнение, которая состоялась 13 октября 2010, но проиграла песне «El Dorado» коллектива Iron Maiden.

## Позиции в чартах
| Название чарта                             | Пиковая позиция |
| ------------------------------------------ | --------------- |
| США Hot Mainstream Rock Tracks (Billboard) | 23              |

## Участники записи
- Джонатан Дэвис — вокал
- Джеймс Шаффер — гитара
- Реджинальд Арвизу — бас-гитара
- Рэй Лузье — барабаны
- Росс Робинсон — продюсер